# Stradner Kogel
Stradner Kogel är ett berg i Österrike.   Det ligger i distriktet Südoststeiermark och förbundslandet Steiermark, i den östra delen av landet, 150 km söder om huvudstaden Wien. Toppen på Stradner Kogel är 609 meter över havet, eller 297 meter över den omgivande terrängen. Bredden vid basen är 9,0 km.
Terrängen runt Stradner Kogel är platt norrut, men söderut är den kuperad. Stradner Kogel är den högsta punkten i trakten. Närmaste större samhälle är Fehring, 12,0 km nordost om Stradner Kogel. 
Omgivningarna runt Stradner Kogel är en mosaik av jordbruksmark och naturlig växtlighet. Runt Stradner Kogel är det ganska tätbefolkat, med 70 invånare per kvadratkilometer.